# Миранда (Изернија)
Миранда (итал. Miranda) је насеље у Италији у округу Изернија, региону Молизе.
Према процени из 2011. у насељу је живело 961 становника. Насеље се налази на надморској висини од 887 м.

## Становништво
| 1936. | 1951. | 1961. | 1971. | 1981. | 1991. | 2001. | 2011. |
| ----- | ----- | ----- | ----- | ----- | ----- | ----- | ----- |
| 1.414 | 1.465 | 1.303 | 1.184 | 1.163 | 1.143 | 1.083 | 1.064 |